# 天野勝弘
天野 勝弘（あまの かつひろ、1964年4月17日 - ）は、日本の俳優、声優、ナレーター、タレント、体操インストラクター。千葉県東金市出身。身長172cm。NHKの子供向け番組『おかあさんといっしょ』にて、9代目たいそうのおにいさんを務めた。

## 人物
1982年、劇団ひまわり俳優養成所に入所し、脇役・端役を中心に俳優活動を始める。
1987年4月よりNHKの子供向け番組『おかあさんといっしょ』の第9代目のたいそうのおにいさんに就任。担当した体操は「ぞうさんのあくび」。番組では「かっくん」の愛称で親しまれていた。共演のうたのおにいさんは第7代目の坂田おさむ（同時退任）、うたのおねえさんは第16代目の神崎ゆう子（同時就任・同時退任）、身体表現のおねえさんは初代の馮智英。他に当時「志ん輔ショー」のコーナーに出演していた落語家の古今亭志ん輔。
天野は歌唱力が高かったことから、体操のみならずうたのおにいさんの側面もあり、ファミリーコンサートを中心にうたのおにいさんやおねえさんと共に歌唱する機会も多かった。1990年春のコンサートまでは『ハイ・ポーズ』のおねえさんだった馮智英や番組レギュラーだった古今亭志ん輔と共にハンドマイクを使用して歌唱しており、馮を含めた4人もしくは馮及び志ん輔を含めた5人での歌唱や、うたのおにいさんとのデュオやおねえさんとのデュエットも随所で見られた。
以来6年に渡りたいそうのおにいさんを務め、1993年3月をもってうたのおにいさんの坂田とうたのおねえさんの神崎と共に3人で番組を卒業した。
『おかあさんといっしょ』卒業後は再び俳優業に戻り、ナレーターとしても活動している。
2009年5月5日、NHK教育テレビ50周年記念特別番組『ETV50 こどもの日スペシャル〜もう一度見たい教育テレビ第2弾〜（生放送）』に『おかあさんといっしょ』9代目たいそうのおにいさんとして出演し、現役当時に担当した体操「ぞうさんのあくび」を約16年ぶりに披露した。出演した際には現役当時の服装で登場した。同年10月30日 - 11月3日にかけてNHKホールで開催された「おかあさんといっしょ」50周年記念コンサート「星空のメリーゴーラウンド〜50周年記念コンサート〜」にも現役当時の服装でゲスト出演した。
2019年8月14日に放送された『おかあさんといっしょ 60年スペシャル』では佐藤弘道、小林よしひさと共にゲスト出演。
2020年より、同じく『おかあさんといっしょ』出身者の速水けんたろう（8代目うたのおにいさん）、つのだりょうこ（18代目うたのおねえさん）、いとうまゆ（4代目身体表現のおねえさん）とともにユニット『けんこうらんど』を結成し、YouTubeでの活動を開始。2021年1月には自身のチャンネル『おじさんといっしょ』を開設し、個人での活動も開始した。
私生活では、25歳で結婚し、1991年夏には子供が産まれていた。2021年6月4日に初孫が誕生したことをYouTubeで発表した。

## 出演

### テレビ番組
- おかあさんといっしょ（1987年4月6日 - 1993年4月5日、NHK教育→NHK Eテレ）9代目たいそうのおにいさん
  - 2019年8月14日放送の『60年スペシャル』にゲストとして出演。
- ETV50こどもの日スペシャル 〜もう一度見たい教育テレビ（2009年5月5日、NHK総合）
- ワンワンパッコロ!キャラともワールド（2017年6月11日）「パッコロリンといっしょ」にゲスト出演
- クイズ!脳ベルSHOW（2017年8月29日、8月30日）解答者

### おかあさんといっしょ　ファミリーコンサート
| 公演   | タイトル                                                | 出演者（一部を除く） |
| ------ | ------------------------------------------------------- | --- |
| 1988年 | にこにこぷん・じゃじゃまる印のイベント宅配便            | 坂田おさむ、神崎ゆう子、天野勝弘、馮智英、古今亭志ん輔 じゃじゃまる、ぴっころ、ぽろり |
| 1989年 | おかあさんといっしょ30年                                | 坂田おさむ、神崎ゆう子、天野勝弘、馮智英 じゃじゃまる、ぴっころ、ぽろり 眞理ヨシコ、中野慶子、竹前文子、砂川啓介 中川順子、片桐和子、瀬端優美子、森晴美 斉藤昌子、田中星児、斉藤伸子、松熊由紀 奈々瀬ひとみ、水木一郎、たいらいさお、宮内良 しゅうさえこ、かしわ哲、林アキラ ブンブン、つねきち、ごじゃえもん             |
| 1989年 | キャラクター・オン・ステージ                            | 坂田おさむ、神崎ゆう子、天野勝弘、馮智英 じゃじゃまる、ぴっころ、ぽろり ゴロンタ、トムトム、チャムチャム ブンブン、つねきち、ごじゃえもん |
| 1990年 | 母と子のファミリーコンサート                            | 坂田おさむ、神崎ゆう子、天野勝弘、馮智英 じゃじゃまる、ぴっころ、ぽろり 斉藤昌子、奈々瀬ひとみ、クニ河内、坂田めぐみ |
| 1990年 | げんき♥元気                                             | 坂田おさむ、神崎ゆう子、天野勝弘、馮智英、古今亭志ん輔 じゃじゃまる、ぴっころ、ぽろり 林アキラ、森みゆき ゴロンタ、トムトム、チャムチャム ブンブン、つねきち、ごじゃえもん ブー、フー、ウー |
| 1991年 | みどりっていいね                                        | 坂田おさむ、神崎ゆう子、天野勝弘、馮智英、古今亭志ん輔 じゃじゃまる、ぴっころ、ぽろり |
| 1991年 | うたいっぱいコンサート 『アイアイ〜モーモーフラダンス』 | 坂田おさむ、神崎ゆう子、天野勝弘、馮智英 じゃじゃまる 、ぴっころ、ぽろり |
| 1992年 | みんなともだち                                          | 坂田おさむ、神崎ゆう子、天野勝弘、馮智英、古今亭志ん輔 じゃじゃまる、ぴっころ、ぽろり へびくん、ぶたくん、ガチャピン、ムック |
| 1992年 | ようこそどーなっつ島へ                                  | 坂田おさむ、神崎ゆう子、天野勝弘、馮智英 みど、ふぁど、れっしー、空男 じゃじゃまる、ぴっころ、ぽろり |
| 2009年 | 星空のメリーゴーラウンド 〜50周年記念コンサート〜       | 横山だいすけ、三谷たくみ、小林よしひさ、いとうまゆ ライゴー、スイリン、プゥート ひなたおさむ、かまだみき、恵畑ゆう スプー、アネム、ズズ、ジャコビ 眞理ヨシコ、田中星児 坂田おさむ、神崎ゆう子、速水けんたろう、茂森あゆみ 杉田あきひろ、今井ゆうぞう、はいだしょうこ '天野勝弘 '、佐藤弘道 じゃじゃまる、ぴっころ、ぽろり |

### テレビドラマ
- 3年B組貫八先生（1982年、TBS）
- だんな様は18歳（1982、TBS）
- さよなら三角またきて四角
- 義経（2005年、NHK大河ドラマ） - 金剛別当忠綱 役
- 純情きらり（2006年、NHK連続テレビ小説）
- 篤姫（2008年、NHK大河ドラマ） - 小松帯刀家臣 役
- 筆談ホステス（2010年、TBS）
- あまちゃん（2013年、NHK連続テレビ小説）
- 八重の桜（2013年、NHK大河ドラマ） - 伊達慶邦 役
- 夜のせんせい（2014年、TBS） - 上武武史 役
- 下町ロケット 最終話（TBS、2015年12月20日） - 飯塚編集長 役
- 相棒（2018年） - 山口正嗣 役
- 刑事7人 SEASON9 第4話（2023年） - 松水誠二 役

### CM
- トヨタ自動車・こども店長（2009年） - 「浦島太郎編」「給食編」「窓から登場（キャンプ）編」「エコカー減税編」